# Tranvia Caldiero-Tregnago
La tranvia Caldiero-Tregnago nacque come diramazione della tranvia Verona-San Bonifacio e rappresentò, fra il 1883 e il 1956 il mezzo di trasporto principale per il collegamento fra Verona e la bassa Val d'Illasi. Soggetta nel corso della sua storia a diversi passaggi di gestione, la linea venne elettrificata nel 1922.

## Storia
Costruita a cura della Società Anonima dei tramways a vapore delle provincie di Verona e Vicenza (TVV) per conto dei concessionari G.B. Alessi e V. Grondona di Milano, la linea venne aperta all'esercizio nell'aprile 1883.
La gestione fu acquisita direttamente dalla TVV, in forza del Decreto ministeriale n. 30017/727 del 30 aprile 1883, col quale la stessa "fu autorizzata ad esercitare con trazione a vapore la tramvia Caldiero-Tregnago"
All'indomani della prima guerra mondiale un periodo di pesanti scioperi colpì la TVV, che si vide costretta a cedere alla deputazione provinciale l'esercizio della propria rete tranviaria, operazione sancita con decreto prefettizio n. 2936 del 2 aprile 1919. Durante tale periodo di amministrazione provvisoria nel 1921 l'elettrificazione, già attiva dal 1912 sulla Verona-San Bonifacio, fu estesa fino a Tregnago e venne attivata il giorno 16 ottobre.

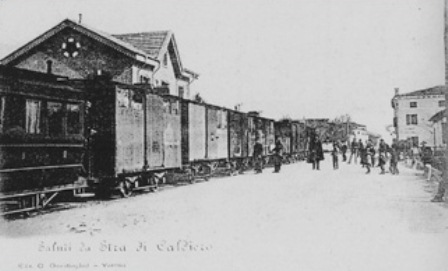
Convoglio a vapore presso la stazione di diramazione di Strà di Caldiero (cartolina d'epoca)

La vocazione industriale che la valle stava assumendo era allora ben sintetizzata dalle parole pronunciate dall'allora sindaco di Tregnago Gaetano Battisti dichiarò che in occasione dell'inaugurazione dichiarò:
Questo fatidico giorno (...) segna oggi l'inizio di un rapido progresso nel campo economico e morale, e di un vertiginoso sviluppo industriale e commerciale. E dico progresso e sviluppo rapidi giacché fra brevissimo tempo sorgeranno in questo Comune i grandi stabilimenti dei forni cementizi e con essi altre industrie, da cui nuova vita si ripromettono queste popolazioni.
La gestione diretta da parte della deputazione provinciale segnò di fatto l'uscita di scena della TVV: l'esercizio era formalmente svolto per conto di tale concessionaria fino al 1924, anno in cui la concessione stessa passò alla neocostituita azienda provinciale.
Con regio decreto n. 753 del 10 aprile 1925 fu approvata la convenzione stipulata il 21 marzo stesso anno con la Provincia di Verona per la trasformazione a trazione elettrica della linea.
La gestione del complesso di linee ferrotranviarie in gestione alla Provincia risultava alquanto eterogenea, sia per il materiale impiegato sia per la situazione delle singole concessioni. La gestione pubblica fu contrassegnata da un crescente passivo che portò, nel 1935, alla decisione di subconcedere all'industria privata l'esercizio dell'intera rete che fu dunque affidato alla Società Anonima Esercizi Riuniti (SAER), società già attiva nel settore.
Dal 1943 il regime di affidamento mutò, consentendo alla SAER di acquisire direttamente i proventi di esercizio. La seconda guerra mondiale era però alle porte e non tardò a far sentire i suoi effetti negativi. Durante tale periodo l'esercito tedesco, per motivi strategici, tentò di realizzare il preesistente progetto di collegamento in galleria fra le stazioni di Porta San Giorgio (capolinea della Ferrovia Verona-Caprino-Garda) e Porta Vescovo, così da connettere le due reti SAER; il cantiere dell'opera fu tuttavia abbandonato poco dopo l'avvio dei lavori.
Terminata nel 1948 la ricostruzione post bellica fu in seguito affidato agli ingegneri Guido Corbellini ed Ernesto Stagni l'incarico di studiare un piano di ammodernamento in conformità con la Legge n. 1221 del 5 agosto 1952, che prevedeva finanziamenti al trasporto pubblico purché fossero eliminate numerose tratte ferrotranviarie allora considerate "rami secchi". Fu dunque disposta con Decreto ministeriale n. 3451 del 30 novembre 1955 la trasformazione in filovie delle tranvie extraurbane veronesi e della Verona-Domegliara con chiusura della ferrovia per Caprino e Garda e delle restanti tranvie.
La linea per Tregnago fu dunque soppressa nel 1956.

## Caratteristiche
|  |  |  | Unknown route-map component "uexKBHFa" |

|  |  |  | Unknown route-map component "uexHST" |

|  |  |  | Unknown route-map component "uexHST" |

|  |  |  | Unknown route-map component "uexHST" |

| Unknown route-map component "uexCONTgq" | Unknown route-map component "uexABZq+l" | Unknown route-map component "uexBHFq" | Unknown route-map component "uexABZqr" | Unknown route-map component "uexCONTfq" |

| Unknown route-map component "CONTgq" | Unknown route-map component "emABZqr" | Station on transverse track | Transverse track | Unknown route-map component "CONTfq" |

La linea, a binario unico e scartamento ordinario, risultava lunga 11,30 Km e si snodava perlopiù su strade comunali, ad eccezione di brevi tratti su sede propria; risultando la più acclive della rete extraurbana veronese.
Il servizio passeggeri, inizialmente con trazione a vapore, dal 1921 venne svolto con elettromotrici singole in coincidenza a Stra di Caldiero con i tram della Porta Vescovo-San Bonifacio. L'elettrificazione era alla tensione di 1.350 V c.c..

### Percorso
La linea originava dalla stazione tranviaria di Stra di Caldiero, ove un raccordo con la ferrovia Milano-Venezia consentiva il celere inoltro delle merci provenienti dal nuovo polo industriale di Tregnago.
Piegandosi verso nord, il binario percorreva dunque la valle del torrente Illasi tenendosi lungo il margine destro della strada provinciale 10 fino a Illasi, e da qui sul margine sinistro, servendo la frazione Cellore per giungere infine al capolinea di Tregnago.

## Materiale rotabile
Per l'esercizio della linea la Provincia di Verona acquistò due nuove elettromotrici, immatricolate nel gruppo E 11÷12. La parte meccanica di tali rotabili era fornita da MAN, con azionamenti Siemens. Tali unità sviluppavano una potenza di 51 kW, avevano velocità massima di 50 km/h ed avevano 43 posti a sedere.